# 大野石本
大野 石本（おおの の いわもと、生没年不詳）は、奈良時代の貴族。姓は朝臣。官位は従五位上・左大舎人頭。

## 経歴
称徳朝の天平神護3年（767年）正月従五位下に叙爵。同年10月に陸奥伊治城築城の功績により、上毛野稲人とともに従五位下から従五位上に叙せられている。この時、この二人の官職は定かではないが、同時に昇叙された田中多太麻呂が陸奥守兼鎮守府将軍であり、石川名足がのちに陸奥鎮守副将軍に任ぜられ、大伴益立が過去に鎮守副将軍に陸奥介を兼任していたことから、ともに陸奥守あるいは鎮守将軍の下僚であった可能性が考えられる。
翌神護景雲2年（768年）左大舎人頭に任ぜられている。

## 官歴
『続日本紀』による。
- 時期不詳：正六位上
- 天平神護3年（767年）正月18日：従五位下。10月15日：従五位上
- 神護景雲2年（768年） 閏6月3日：左大舎人頭